# Candelario Huízar
Candelario Huízar García de la Cadena (Jerez de García Salinas, Zacatecas, 2 février 1883 – Mexico, 3 mai 1970), est un corniste, compositeur et pédagogue mexicain.

## Biographie
Né dans une famille modeste, très jeune il est apprenti dans l'orfèvrerie. Plus tard, il entame sa formation musicale avec Narciso Arriaga, directeur de l'harmonie municipale de Jerez. En 1892, il est intégré à l'ensemble comme joueur de saxhorn. Bientôt, après la rencontre du violoniste Enrique Herrera, qui l'a conseillé sur le jeu de l'alto, en 1900, ils forment un quatuor à cordes. Plus tard, en tant que membre d'un ensemble de cuivres il participe à la Révolution mexicaine.
C'est ainsi que membre de l'Harmonie de la Division du Nord, vers la fin de 1917, il arrive à Mexico où il s'installe définitivement. L'année suivante, il entre dans l'Harmonie de l'État major présidentiel, dirigée à l'époque par Melquíades Campos, et s'inscrit au Conservatoire national, où il étudie sous la direction d'Arturo Rocha (cor), Estanislao Mejía et Aurelio Barrios y Morales (harmonie), Gustavo E Campa et Rafael J. Tello (composition). 
En 1920, il est copiste du Conservatoire national, et devient bientôt aussi bibliothécaire. En 1924 il est diplômé pour le cor et la composition et intégré à des orchestres de théâtre ainsi qu'à l'Orchestre symphonique du conservatoire. Au sein de l'établissement, il est plus tard nommé professeur d'harmonie, de composition et instrumentation et exerce de nombreuses années. Parmi ses élèves, figure Salvador Contreras.
Il compose des nombreuses pièces instrumentales, pour des ensembles de chambre, pour orchestre symphonique et chœur. Il a réalisé beaucoup d'arrangements instrumentaux et vocaux de mélodies traditionnelles mexicaines. En 1951, il remporte le Prix national de sciences et arts en catégorie Beaux-Arts. Pourtant, sa course s'est vu affectée les dernières années de sa vie, après une attaque d'apoplexie, qui l'a laissé presque totalement paralysé.
Ses quatre symphonies (il laisse une cinquième en ébauche), font partie du répertoire orchestral mexicain du XXe siècle.
À partir de 2010 dans la ville de Jerez, ont été célébrées les journées Candelario Huizar, consacrées à des concerts de musique mexicaine dénommées « Surco », en hommage à un de ses poèmes symphoniques, sous la direction artistique de Sergio Cárdenas.
La première édition (du 31 janvier au 7 février 2010) a vu la participation de l'Orchestre Filarmónica de Zacatecas, le flûtiste Alejandro Escuer, le violoniste Francisco Ladrón de Guevara, la pianiste Guadalupe Parrondo, le Quatuor à cordes Latinoamericano et la Chapelle Baroque de Zacatecas. Tous les événements ont eu lieu au Théâtre Hinojosa de Jerez.

## Œuvres
- Images, 1919 - poème symphonique
- A Una Onda, romanza (1928)
- Sonate pour clarinette et basson (1931)
- Pueblerinas, poème symphonique (1931)
- Surco, poème symphonique (1935)
- Ochpanixtli, symphonie (1936)
- Grand concerto (1937)
- Symphonie n° 4 (1942)